# NGC 4097
NGC 4097 é uma galáxia lenticular (S0) localizada na direcção da constelação de Ursa Major. Possui uma declinação de +36° 51' 50" e uma ascensão recta de 12 horas, 06 minutos e 02,4 segundos.
A galáxia NGC 4097 foi descoberta em 1 de Maio de 1785 por William Herschel.